# Анатра ДС
Анатра ДС је руски двокрили једномоторни извиђачки авион са два члана посаде (пилот и извиђач), пројектован и произведен у току Првог светског рата у Заводу А. А. Анатра из Одесе. За време рата користило га је руско и аустроугарско ваздухопловство, обе стране у грађанском рату у Русији, а после рата је коришћен у ваздухопловствима Републике Аустрије, Чехословачке, Мађарске, Пољске и Краљевине СХС/Југославије. Авион је још био познат под именом Анасал добијено од скраћеница назива авиона и мотора који га је погонио (Анатра + Салмсон).

## Пројектовање и развој
Анатра ДС (или Анасал) је пројектован на бази свог претходника Анатра Д (или Анаде) у ствари су уклоњени недостатци претходног пројекта.
Авион Анатра Д је имао ротациони мотор Gnome Monosoupape снаге 100 KS, који је код авиона Анатра ДС замењен са много моћнијим радијалним мотором Салмсон снаге 150 KS. Мотор је био јединствен, био је један од ретких водом хлађених мотора радијалне (звездасте) конструкције, па је на авиону монтиран хладњак за воду, испод горњег крила. Овај се мотор на основу лиценце производио у Русији. Предњи део трупа авиона био је сличан свом претходнику, са сличном капотажом мотора, отвором на дну, и карактеристичним рупама за хлађење на оплати мотора. Авион је такође био нешто већи од претходника и боље наоружан, напред је добио синхронизовани митраљез за пилота, а осматрач је имао један митраљез за заштиту задње стране авиона. Оплата трупа код овог авиона је била од дрвене лепенке (што је повећало крутост авиона) за разлику од претходника код кога је оплата трупа била од платна. За овај авион је била специјално конструисана елиса (инг. Григорашвили) која је повећала брзину авиона на 150 km/h.

## Технички опис
Анатра ДС /(Анасал) је двокрили двоседи авион потпуно .
Труп му је дрвене конструкције, правоугаоног попречног пресека, облепљен дрвеном лепенком. У трупу су била два седишта постављена у тандем редоследу (једно иза другог). Пилот је седео на првом месту у отвореном кокпиту и био је заштићен малим ветробранским стаклом. Прегледност из пилотске кабине је била добра. Извиђач је такође имао добру прегледност јер му се кабина налазила иза крила. Поред тога и доње и горње крило на месту где се налазио извиђач/стрелац су имала изрезе.
Предњи део трупа, у коме је био смештен мотор је био обложен алуминијумским лимом, на коме су се налазили отвори за излазак топлог ваздуха из моторског простора.
Погонска група авиона се састојала од водом хлађеног радијалног (звездастог) мотора, Салмсон 9П (Salmson 9P) снаге 150 KS (110 kW). Хладњак за воду се налазио испод горњег крила авиона. На вратилу мотора је била причвршћена двокрака, вучна, дрвена елиса, фиксног корака. Носач мотора је био од заварених челичних цеви.
Крила су била дрвене конструкције пресвучена импрегнираним платном релативно танког профила. Крилца за управљање авионом су се налазила само на горњим крилима. Крила су између себе била повезана са четири пара упорница. Затезачи су били од клавирске челичне жице. Горње крило је имало облик једнокраког трапеза, док је доње крило мало одступало од тог облика (излазна ивица крила није била права линија). Спојеви предње ивице са бочним ивица крила су полукружно изведени. Доње и горње крило су имале поравнате предње ивице (нападне ивице крила). Конструкције репних крила и вертикални стабилизатор као и кормило правца су била направљена од дрвета пресвучена платном.
Стајни трап је био класичан фиксан са крутом осовином, и великим точковима са пуним гумама а на репном делу се налазила еластична дрвена дрљача као трећа ослона тачка авиона.
Авион је био наоружан митраљезом Викерс калибра 7,7 mm који је био постављен испред пилота, био је синхронизован са мотором и гађао је кроз обртно поље елисе. Њиме је управљао пилот. Други миртаљез је био монтиран на обртној турели постављеној у кабини осматрача и то је обично био Левисов митраљез. Функција овог митраљеза је била заштита задње полусфере авиона. Код неких авиона овај митраљез је био удвојен. Варијанта ових авиона који су се производили за време Аустроугарске окупације Одесе су били су опремљени митраљезима Шварцлозе.

## Варијанте авиона Анатра ДС
- ДС - двосед извиђачки,
- ДСС - као ДС са јачим мотором Салмсон снаге 160 KS,
- Анадис - ловачки авион пројектован на бази Анасал

## Корисници
| - Руска Империја - Савез Совјетских Социјалистичких Република - Аустроугарска - Аустрија (после рата) - Краљевина Мађарска (после рата) - Чехословачка (после рата) - Пољска (после рата) - Краљевина СХС/Југославија (после рата) |

## Коришћење авиона Анатра ДС у Краљевини Југославији
Након пробоја Солунског фронта, српска војска је при ослобођењу земље, на аеродромима које су користиле аустроугарске и немачке трупе заробила знатан број авиона и ваздухопловног материјала. Између осталог заробљено је и више авиона типа Анатра ДС (на аеродромима Нови Сад и Сегедин заробљено је укупно 24 авиона типа Анатра). После престанка непријатељства и потписивања примирја извршено је прикупљање разврставање, тријажа и оспособљавање ваздухопловног материјала за употребу, тако да је у војном ваздухопловству новонастале државе Краљевства СХС комплетирано око десет авиона типа Анатре ДС. Ови авиони су коришћени за курирску службу, извиђање, обуку и тренажу пилота. Оперативна употреба ових авиона у служби ВВКСХС трајало је до половине двадесетих година двадесетог века. Последњи авион овог типа летео је у ВВКСХС 1925. године.

## Сачувани примерци
После Првог светског рата, главни корисник овог авиона била је новооснована Чехословачка, са 23 авиона аустријског порекла, у почетку коришћених у војсци, а касније у сектору цивилног ваздухопловства. Од њих је један примерак успео да избегне уништење и тренутно је изложен у Прагу, у музеју Letecké muzeum Kbely. Поред овога направљене су две реплике овог авиона које се налазе у музеју ваздухопловства Украјине у Кијеву а друга испред зграде National Aviation University у Кијеву